# 3C星表
3C星表是劍橋大學電波星表第三版的簡稱，是天體目錄的一種，起初是以159兆赫的電波巡天檢測電波源，後來又加上178兆赫。這份由劍橋大學電波天文小組編輯的星表於1959年出版。在科學文獻的詞條中參考到這份目錄的天體時，都會以 3C 與一個空格為前綴，再跟隨星表上的序號，例如3C 273。這份目錄是使用在劍橋西邊的劍橋干涉儀完成的，這架儀器之前已經編製了於1955年出版的劍橋大學電波星表第二版。
這份星表在1962年由貝內特重新使用178兆赫的頻率校正過，並且多年來都被作為北半球明亮電波源的主要參考目錄。修正導致一些電波源被刪除掉（基本上是強度在9Jy之下的），也有一些新的電波源由舊有毗鄰的來源中分離出來。為了避免重新排序已有的電波源（依照赤經排列），新增的電波源編號使用小數點來擴展，例如在3C 323之後的3C 323.1赤經值會在3C 324之前。
在1983年由Laing、Julia Riley和馬爾科姆·朗蓋爾更新的版本稱為3CRR或3CR2，增加了因為原來觀測的缺失而未編入原始編目中的星系，而這些都是在取捨的強度和赤緯之內的。新的目錄收錄了所有在178兆赫上強度高於10.9Jy，而在位置上赤緯高於10度和銀緯大於10度或小於-10度的電波星系，做成完整的電波星系和電波喧噪的類星體星表，而經常就稱之為3CRR。他排除了一些在3C/3CR中知名的天體，當然包括所有在3C中的超新星殘骸，也有一些緯度、通量密度、銀緯緯度不在選取範圍內的著名電波星系。被發現是不同的天體聚集而由多個成員組成的，則以字母（A、B…）附加為尾碼，使每一個成員都能清楚的被辨認。例如，電波星系3C 66B被收錄於目錄中，但蠍虎座BL型天體的3C 66A則不是。

## 外部連結
- 在網際網路上經校對的3C星表的電波源。
- 在網際網路上的3CRR星表。